# Roger Frison-Roche
Roger Frison-Roche, ou RFG como muitas vezes é conhecido (Paris, 10 de fevereiro de 1906 — Chamonix-Mont-Blanc, 17 de dezembro de 1999) foi um alpinista, guia de montanha e escritor francês. Foi o primeiro "estrangeiro" (entenda-se não de Chamonix) a ser aceite na companhia dos guias de Chamonix em 1930.

## Alpinista
RFG  é o chefe da expedição que com Louis Lachenal, Lionel Terray,  Gaston Rébuffat, Marcel Ichac (como cineasta), Marcel Schatz, Jacques Oudot e Francis de Noyelle, entre outros, que tentam a primeira ascensão do Annapurna em 1950.  Foi nessa expedição que e ainda na ascensão, perdeu, gelados,  dedos das duas mãos e dos pés, e deve a vida à abnegação de Lionel Terray, Gaston Rebuffat que o desceram a ela e a L,  Lachenal. Esta conquista, que não foi uma, foi muito penosa para a equipa pois que mesmo se em conjunto receberam o Prémio Guy Wildenstein, só M. Herzog  teve autorização de descrever a expedição, e segundo os outros o Annapurna premier 8000 de Maurice Herzog não é fiel à verdade .

## Literatura
Le premier de cordée é o título de um livro de Roger Frison-Roche, edição Arthaud, Grenoble, e o primeiro de uma trilogia sobre o alpinismo. Os outros dois chamam-se: La grande crevasse e Retour à la montagne.